# 細美武士
細美 武士（ほそみ たけし、1973年〈昭和48年〉2月22日 - ）は、日本のシンガーソングライター。ロックバンドELLEGARDEN、the HIATUS、the LOW-ATUS、MONOEYESでボーカル・ギターを担当。千葉県香取市出身。

## 人物
ELLEGARDEN、the HIATUS、the LOW-ATUS、MONOEYESのボーカル、ギター担当。参加グループのほとんどで大半の楽曲の作詞・作曲を手掛ける。歌詞は英語で書くことが多い。また2011年の東日本大震災以降はソロアーティストとしての活動も活発化。福島でのチャリティーライブなどに精力的に参加する一方、クラブDJやループサンプラーを用いた弾き語りライブも行っている。 
尊敬するミュージシャンはWeezerのリヴァース・クオモ。
2012年頃よりベストコンディションでライブを行うために筋力トレーニング、ランニング、ボクシングを開始。
ELLEGARDEN、the HIATUS、MONOEYESの3バンドで「ROCK IN JAPAN FESTIVAL」のGRASS STAGEに出演した。
既婚。2019年11月に横浜アリーナのステージ上で結婚を公表した。相手は一般女性である。

### 所属するバンドについて
細美はELLEGARDEN、the HIATUS、MONOEYESの3つのバンドに所属しているが、細美曰く、2018年のELLEGARDEN活動再開により、3バンドの位置づけが明確になったといい、ラジオ番組に出演した際に次のように語っている。

## 来歴
バンドメンバーとしての活動は「ELLEGARDEN」、「the HIATUS」、「MONOEYES」も参照。
デビュー前
- 高校中退後、両親に「学校へ行かないならとりあえず働け」と言われバイクのレーサーを目指していたが、数年で辞める。その後、工場で住み込みのバイトを続けたのち、独学で神田外語大学に入学し英語を習得。
- ELLEGARDEN結成前に組んでいたバンドでデビュー話が持ち上がるが、その時に話を聞いた音楽業界の大人たちの話に嫌悪感を覚え、一度音楽を辞める[3]。
- 音楽をすることが社会に対する「逃げ」なのかを判断するため、幼少期にパソコンを使ったことがあるという理由で数ヶ月サンフランシスコでプログラマーとして就労。履歴書も詐称し、面接でもできると勢いで乗り切った。

1998年
- 生形真一に誘われ、ELLEGARDENのボーカル、ギターとして音楽活動を再開。日本に戻って会社員をしている時に「うちのバンドで歌ってほしい」と誘われ、「趣味で続けるのでいいなら」と断りを入れて応じた[3]。

2008年
- ELLEGARDENの活動休止を発表し、9月7日に新木場スタジオコーストで活動休止前最後のライブを行い「解散ではなく休止、大学生でいう休学だからね。待っててね」と公言。「メンバーみんながいない所で話すのはフェアじゃない」という理由から再開についての質問に対しての無回答も公言。
- 自身のブログにてソロ活動開始を発表し、the HIATUSを結成する。

2009年
- the HIATUSがデビュー。

2011年
- BRAHMANのTOSHI-LOWと弾き語りユニットthe LOW-ATUSを結成。

2013年
- アイスバケツチャレンジにて、西片明人、Kj(Dragon Ash)、高田雄一(ELLEGARDEN)を指名。

2015年
- MONOEYESを結成。

2016年
- 年初よりthe HIATUSでアルバム制作を行う。7月には『Hands Of Gravity』をリリースし、ツアーを行う。
- 秋にはMONOEYESでEP「Get Up E.P.」をリリース。年末にかけてツアーを行う。

2017年
- MONOEYESでアルバム『Dim The Lights』をリリース、7月から10月にかけてツアーを行う。
- 11月にはthe HIATUSで「the HIATUS Bend the Lens Tour 2017」を敢行。

2018年
- 5月から7月にかけてMONOEYESで対バンツアーを行う。
- 5月10日、ELLEGARDENの活動再開を発表。
- 8月8日～8月15日、ELLEGARDEN10年ぶりのツアー「ELLEGARDEN THE BOYS ARE BACK IN TOWN TOUR 2018」を敢行。ゲストにはONE OK ROCKを迎えた。
- 10月から11月にかけてthe HIATUSでホールツアーを開催。

2019年
- the HIATUSでアルバム制作を開始。7月にアルバム『Our Secret Spot』をリリース。ツアーを行う。10月1日には東京国際フォーラムホールAにて10周年記念ライブを開催。
- MONOEYESでは11月に「Interstate 46 E.P.」をリリース。ツアーも行う。
- ELLEGARDENではヘッドライナー(トリ前)を務めた「FUJI ROCK FESTIVAL'19」などいくつかのフェス、イベントに出演。10月～11月にはASIAN KUNG-FU GENERATION、ストレイテナーとともに「NANA-IRO ELECTRIC TOUR 2019」を行った。
- 11月1日、ELLEGARDENとしてASIAN KUNG-FU GENERATION、ストレイテナーと共に開催した対バンツアー「NANA-IRO ELECTRIC TOUR 2019」のファイナル公演（横浜アリーナ）にて、一般女性と結婚したことを発表[4]。2日には、自身のブログでも報告した[7]。

## 所属グループ
ELLEGARDEN
1998年に結成されたロックバンド。2008年から活動休止するが2018年より活動を再開。
the HIATUS
ELLEGARDENの活動休止中の2009年に細美が結成したバンド（the HIATUSの意味は「中断」「隙間」「休み」）。
the LOW-ATUS
細美とTOSHI-LOW（BRAHMAN）との弾き語りユニット。2014年に初ライブを行った。
MONOEYES
2015年に細美が結成したロックバンド。

## 使用機材
エレキギター
- Gibson Custom Les Paul '57 Historic
- Gibson Custom Les Paul '58 Historic
- Gibson Custom Les Paul '59 Historic
- Gibson USA Les Paul Standard '89
- Epiphone Les Paul Classic Frame Top
- Fender Stratocaster Custom Shop MBS 50 ST/WBL

アコースティックギター
- Martin D-28 Marquis

アンプ
- Diezel Herbert
- Marshall JCM800
- Marshall 1960A

## 作品
在籍グループ作品は「ELLEGARDEN」、「the HIATUS」、「MONOEYES」を参照。

### 楽曲提供
- PUFFY
  - 「Bring it on」（アルバム『Bring it!』収録、2009年6月17日） - 作曲

### 参加作品

#### ゲストボーカル
- Feeder『Generation Freakshow』（2012年4月18日）
  - 「Generation Freakshow」（日本盤ボーナストラック）
- 雅-MIYAVI-『SAMURAI SESSIONS vol.1』（2012年11月14日）
  - 「MIYAVI vs TAKESHI HOSOMI “SILENT ANGER”」
- Raspberry Field『Sweet ＆ Bitter』（2013年1月18日）
  - 「Can You (with Hosomi Takeshi)」
- Fantastic Plastic Machine『Scale』（2013年2月13日）
  - 「I WAS IN LOVE」
- ALLY&DIAZ『ALLY & DIAZ II』（2013年5月22日）
  - 「Super Sonic」
- 東京スカパラダイスオーケストラ『Diamond In Your Heart』（2013年7月3日）
  - 「Diamond In Your Heart」
- SUEMITSU & THE SUEMITH『Appassionata feat. 細美武士』（2015年6月24日）
  - 「Appassionata feat. 細美武士」
- THEATRE BROOK 「LOVE CHANGES THE WORLD」（2015年7月29日）
  - 「何やってんだー」
  - 「もう一度世界を変えるのさ（album ver.）」
- Fire EX.『REBORN』（2016年3月）
  - 「Don't You Fight（feat. 細美武士）」
- LOW IQ 01 『Stories Noticed』　（2017年5月24日）
  - 「Delusions of Grandeur feat. 細美武士」
  - 「MI-O-TO-SHI」

## 出演

### ラジオ
- Hedgehog Diaries（bayfm）毎週水曜25:00 -（2009年1月7日開始）
- DELICIOUS FRIDAY（FM802）毎週金曜15:00 -

事実上の準レギュラー。月1回程度、不定期に18時台「DELICIOUS DIARY」コーナーに出演。
- on-air with TACTY IN THE MORNING （FM802）毎月末9時台　「月刊 細美武士」